# Action Stories
Action Stories a fost o revistă de literatură de consum din Statele Unite ale Americii cu mai multe genuri publicată între septembrie 1921 și toamna 1950, cu o scurtă pauză la sfârșitul anului 1932. A fost publicată de editura Fiction House fondată de John B. "Jack" Kelly și John W. Glenister.

## Prezentare generală
Spre deosebire de majoritatea revistelor de literatură de consum care au publicat (și) științifico-fantastic și horror, acesta a publicat mai ales ficțiune de aventură western sau în țări exotice, ficțiuni sportive și de război.
Revista a apărut lunar (septembrie 1921 - decembrie 1932), neregulat (noiembrie 1933 - martie 1934), bilunar (iunie 1934 - iunie 1936), lunar (august 1936 – ianuarie 1937), bilunar (februarie 1937 - aprilie 1943) și trimestrial (vara 1943-toamna 1950).
Au contribuit la această revistă scriitori ca Robert E. Howard, Walt Coburn, Morgan Robertson (o serie de povești ale sale au fost publicate postum aici), Horace McCoy, Theodore Roscoe, Greye La Spina, Anthony M. Rud, Thomas Thursday și Les Savage, Jr..

## Legături externe
- Magazine Datafile for Action Stories
- Illustrated issue checklist
- Issue contents (beginning of list, which covers several pages)

## Vezi și
- Listă de reviste de literatură de consum